# Durmenach
Durmenach település Franciaországban, Haut-Rhin megyében. Lakosainak száma 831 fő (2022. január 1.). Durmenach Muespach, Bouxwiller, Werentzhouse, Vieux-Ferrette és Roppentzwiller községekkel határos.

## Népesség
A település népességének változása:
| Lakosok száma | 872  | 859  | 866  | 841  | 832  | 824  | 829  | 827  | 831  |
|               | 2013 | 2015 | 2016 | 2017 | 2018 | 2019 | 2020 | 2021 | 2022 |